# Mie Bekker Lacota
Mie Bekker Lacota (ur. 10 listopada 1988 w Greve) – duńska kolarka torowa i szosowa, srebrna medalistka torowych mistrzostw świata.

## Kariera
Pierwszy sukces w karierze Mie Bekker Lacota osiągnęła w 2003 roku, kiedy została mistrzynią Danii w kategorii juniorek w indywidualnym wyścigu na dochodzenie. Rok później została wicemistrzynią Europy w wyścigu punktowym, a w 2005 roku została mistrzynią świata juniorek w kolarstwie szosowym. Swój największy sukces osiągnęła podczas mistrzostw świata w Palma de Mallorca w 2007 roku, gdzie wywalczyła srebrny medal w wyścigu punktowym, ulegając tylko Australijce Katherine Bates. W maju 2007 roku zawiesiła swą karierę.